# Patrick O'Neal
Patrick O'Neal (Ocala, 26 settembre 1927 – New York, 9 settembre 1994) è stato un attore statunitense.

## Biografia
O'Neal nacque ad Ocala, in Florida, da Martha e Coke Wisdom O'Neal. Si laureò alla University of Florida a Gainesville. Durante la Seconda guerra mondiale, diresse alcuni film mentre serviva nella United States Air Force. Dopo la sua esperienza militare, si trasferì a New York e studiò recitazione all'Actor's Studio e alla Neighborhood Playhouse.

### Carriera
O'Neal fu una popolare star della TV statunitense per quattro decenni, a partire dagli anni cinquanta. Nei primi anni sessanta lavorò a Broadway nel ruolo del reverendo Lawrence Shannon in La notte dell'iguana di Tennessee Williams, per cui ricevette positive recensioni dalla critica, ma nel 1964 non riuscì ad essere scritturato per la versione cinematografica della pièce diretta da John Huston, e il suo ruolo andò invece a Richard Burton. O'Neal appearve in diversi popolari film del decennio, come il western Alvarez Kelly (1966) e il bellico Ardenne '44, un inferno (1968), e nel 1970 ebbe il ruolo principale in Lettera al Kremlino di John Huston, in cui interpretò Charles Rone, l'impassibile agente di un'organizzazione spionistica statunitense che viene coinvolto nella caccia a una lettera spedita dagli americani al Kremlino. Nel 1975 partecipò al fantascientifico La fabbrica delle mogli.

### Vita privata
O'Neal sposò nel 1956 l'attrice Cynthia Baxter, dalla quale ebbe due figli, Maximilian e Fitzjohn.
Assieme alla moglie e al fratello Michael, O'Neal è stato proprietario di alcuni famosi locali newyorkesi, incluso il ristorante "O'Neal's" (conosciuto anche come "O'Neal's Balloon") a Manhattan, il "Ginger Man" e il "Landmark Tavern".
Malato di cancro ai polmoni e tubercolosi, l'attore morì il 9 settembre 1994 per complicazioni respiratorie al Saint Vincent's Catholic Medical Center a New York.

## Filmografia

### Cinema
- Il mostro delle nebbie (The Mad Magician), regia di John Brahm (1954)
- Lo scudo dei Falworth (The Black Shield of Falworth), regia di Rudolph Maté (1954)
- Dalla terrazza (From the Terrace), regia di Mark Robson (1960)
- A Matter of Morals, regia di John Cromwell (1961)
- Il cardinale (The Cardinal), regia di Otto Preminger (1963)
- Qualcuno da odiare (King Rat), regia di Bryan Forbes (1965)
- Prima vittoria (In Harm's Way), regia di Otto Preminger (1965)
- Una splendida canaglia (A Fine Madness), regia di Irvin Kershner (1966)
- Alvarez Kelly, regia di Edward Dmytryk (1966)
- Lo strangolatore di Baltimora (Chamber of Horrors), regia di Hy Averback (1966)
- Matchless, regia di Alberto Lattuada (1967)
- Che cosa hai fatto quando siamo rimasti al buio? (Where Were You When the Lights Went Out?), regia di Hy Averback (1968)
- Diario segreto di una moglie americana (The Secret Life of an American Wife), regia di George Axelrod (1968)
- Mandato di uccidere (Assignment to Kill), regia di Sheldon Reynolds (1968)
- Ardenne '44, un inferno (Castle Keep), regia di Sydney Pollack (1969)
- Un assassino per un testimone (Stiletto), regia di Bernard L. Kovalski (1969)
- Lettera al Kremlino (The Kremlin Letter), regia di John Huston (1970)
- El Condor, regia di John Guillermin (1970)
- Corky, regia di Leonard Horn (1972)
- Come eravamo (The Way We Were), regia di Sydney Pollack (1973)
- Night of the Dark Full Moon, regia di Theodore Gershuny (1974)
- To Kill the King, regia di George McGowan (1974)
- La fabbrica delle mogli (The Stepword Wives), regia di Bryan Forbes (1975)
- Independence, regia di John Huston (1976)
- The Stuff - Il gelato che uccide (The Stuff), regia di Larry Cohen (1985)
- Tale padre tale figlio (Like Father Like Son), regia di Rod Daniel (1987)
- New York Stories, regia di Martin Scorsese, Woody Allen e Francis Ford Coppola (1989)
- Terzo grado (Q & A), regia di Sidney Lumet (1990)
- Alice, regia di Woody Allen (1990)
- Giorni di gloria... giorni d'amore (For the Boys), regia di Mark Rydell (1991)
- Trappola in alto mare (Under Siege), regia di Andrew Davis (1992)

### Televisione
- State Trooper – serie TV, episodio 1x02 (1956)
- The Alcoa Hour – serie TV, episodio 1x20 (1956)
- Dick and the Duchess – serie TV, 25 episodi (1957-1958)
- Diagnosis: Unknown – serie TV, 9 episodi (1960)
- La città in controluce (Naked City) – serie TV, un episodio (1962)
- Ai confini della realtà (The Twilight Zone) – serie TV, episodio 5x11 (1963)
- The Nurses – serie TV, episodio 1x21 (1963)
- L'ora di Hitchcock (The Alfred Hitchcock Hour) – serie TV, episodio 2x29 (1964)
- Mistero in galleria (Night Gallery) – serie TV, un episodio (1971)
- Colombo (Columbo) – serie TV, episodi 1x07-7x03 (1972-1978)
- Thriller – serie TV, un episodio (1974)
- Kazinsky (Kaz) – serie TV, 23 episodi (1978-1979)
- Navy (Emerald Point N.A.S.) – serie TV, 9 episodi (1983-1984)
- La signora in giallo (Murder, She Wrote) – serie TV, episodio 1x11 (1985)
- Il ritorno di Perry Mason (Perry Mason Returns), regia di Ron Satlof – film TV (1985)
- Perry Mason: Elisir di morte (Perry Mason: The Case of the Skin-Deep Scandal), regia di Christian I. Nyby II – film TV (1993)

### Broadway
- La notte dell'iguana (Tennessee Williams) - nel ruolo del reverendo Shannon

## Doppiatori italiani
Nelle versioni in italiano delle opere in cui ha recitato, Patrick O'Neal è stato doppiato da:
- Sergio Graziani in Prima vittoria, Una splendida canaglia, Alvarez Kelly, Ardenne '44, un inferno, Trappola in alto mare
- Renato Turi in Lo scudo dei Falworth, Dalla terrazza, Qualcuno da odiare
- Gigi Proietti in Matchless
- Pino Locchi in Lettera al Kremlino
- Giorgio Piazza in Come eravamo
- Roberto Villa in La fabbrica delle mogli
- Marco Guglielmi in Navy
- Carlo Sabatini in Stuff - Il gelato che uccide
- Sergio Rossi in Tale padre tale figlio
- Pietro Biondi in Terzo grado
- Renato Mori in Giorni di gloria... giorni d'amore